# Diga di Karaidemir
La diga di Karaidemir è una diga della Turchia. Si trova nella provincia di Tekirdağ.